# Pentax A3
Pentax A3 — малоформатный однообъективный зеркальный фотоаппарат со встроенным электроприводом. Производился с 1984 (по другим данным с 1985) по 1985 (по другим данным по 1987) год в чёрном и чёрно-зелёного (хаки) исполнении и, как минимум, под четырьмя названиями:
- Pentax A3
- Pentax A3000
- Pentax A3 date S
- Pentax A3000 date

## Основные характеристики
- Режимы: приоритета диафрагмы (Av) и режим программной линии (P).
- Экспокоррекция ±1,5 EV с шагом — 1,5 EV.
- Блокировка экспозамера отсутствует.
- Автоспуск — 12 сек.
- Электронный затвор из металлических шторок с вертикальным ходом 2 — 1/1000 сек, В.
- Встроенная автоматическая протяжка плёнки, позволяющая вести серийную съемку со скоростью до 2 к/сек.
- Питание 2 x 1.5 Вольта AA.
- Встроенный экспонометр.
- Отображение выдержки на ЖКИ-дисплее (не на всех модификациях) встроенном в видоискатель.

## Отличия от базовой модели семейства — «Super A»
По сравнению со старшей моделью в «А3»:
- Отсутствуют режимы: ручной и приоритета выдержки;
- Минимальная выдержка 1/1000 сек. вместо 1/2000 сек.;
- Максимальная автоматическая выдержка 2 сек. вместо 15 сек.;
- Отсутствует поддержка TTL-вспышек.
- Уменьшен диапазон экспозамера с 1 — 19 EV до 1 — 18 EV;
- Диапазон X-синхронизации уменьшен с 1/125 — 15 сек до 1/60 — 2 сек.
- Отсутствует репетир диафрагмы.
- Неполноценная реализация крепления KA.
- Увеличен вес и габариты камеры.
- Упрощены возможности экспокоррекции.
- Сокращен диапазон светочувствительности поддерживаемых плёнок.
- Нет отображения положения диафрагмы в видоискателе.
- Имеет встроенный механизм автоматической протяжки плёнки и, как следствие, не поддерживает внешние вайндеры и моторные приводы.
- Питание камеры осуществляется от батарей типа AA вместо миниатюрных A76, SR44, LR44.

## Особенности крепления объектива
Эта камера не поддерживает все возможности байонета KA. Несмотря на наличие на байонетной части камеры всех 6 электрических контактов (4-9 на схеме), три из них представляют собой муляж и электрически не связаны с электроникой камеры. На схеме №-1 Фальшивые контакты обозначены номерами 4,8 и 9. Благодаря этому, камера не имеет возможности узнать значение максимально открытой диафрагмы. Как следствие, в видоискателе не отображается текущее значение выбранной диафрагмы.

## Совместимость
Как и любая другая камера Pentax оснащенная байонетом KA, A3 может работать с любыми объективами Pentax. Необходимо лишь учесть тот факт, что существуют объективы рассчитанные для использования с APS-C-камерами. Такие объективы дадут сильнейшее виньетирование.

## Внешний вид
- Pentax A3
- Pentax A3 - счётчик кадров
- Pentax A3 - верхняя панель